# Макаров, Александр Николаевич (юрист)
Макаров Александр Николаевич (16 августа 1888, Царское Село, Санкт-Петербургская губерния — 13 мая 1973, Гейдельберг, Баден-Вюртемберг) — российский и советский юрист-международник, один из самых известных юристов русской эмиграции; преподаватель. С 1925 года жил и успешно работал в Германии; апатрид.

## Биография
Макаров родился 4 (16) августа 1888 года в Царском Селе под Санкт-Петербургом в семье почётного гражданина архитектора Н. А. Макарова и Л. А. Бруни (1865—1936). По материнской линии — внук академика архитектуры А. К. Бруни. Дядя Александр Александрович Макаров был видным государственным деятелем, министром внутренних дел (1911—1912) и министром юстиции (1916) Российской империи.
Его отец трагически погиб 4 августа 1890 года в возрасте 31 года. В 1906 году с золотой медалью окончил школу К. Мая, в 1910 году — юридический факультет Санкт-Петербургского университета с дипломом 1-й степени и был оставлен на кафедре публичного права для подготовки к профессорскому званию. Интерес к проблемам кодификации он проявил ещё в 1912 году, опубликовав статью «К истории кодификации основных законов». В 1914—1919 годах — приват-доцент юридического факультета Петроградского университета, а с 1919 года — профессор международного права. С 1921 года там же начал читать курс международного частного права, одновременно преподавал в Институте народного хозяйства (1921—1925) и вёл курс международного морского права в Морской академии (1920—1922).
В 1922 году в Петрограде в издательстве «Academia» вышла небольшая книга «Лига наций» А. Н. Макарова. В 1924 году в Москве юридическим издательством Наркомюста РСФСР была опубликована самая первая в СССР работа по вопросам международного частного права «Основные начала международного частного права», выдержанная в западноевропейском научном стиле, что вызвало критику этой работы с классовых позиций. В этом же году в этом издательстве была опубликована книга «Правовое положение иностранцев в СССР», в которой А. Н. Макаров дал определение понятия «иностранец», поскольку в советском законодательстве того времени институт лиц без гражданства отсутствовал.
В 1923 году А. Н. Макаров был удалён правительством из университета, и положение его было крайне тяжёлым. В 1925 году ему удалось выбраться с женой и матерью из СССР в Берлин.
Тот, кто оказался непригодным для советской науки, очень пригодился в иностранных научных учреждениях. А. Н. Макаров достаточно зарекомендовал себя работами по государственному, международному и международному частному праву, и в 1928 году он был принят в Институт Кайзера Вильгельма по публичному сравнительному и международному праву. Одновременно он начал сотрудничать с Институтом Кайзера Вильгельма по иностранному и международному частному праву. Вскоре стал в этих учреждениях одним из наиболее активных и ценных сотрудников. Позднее он также являлся членом-корреспондентом Института международного права в Киле.
Во время Второй мировой войны институты были временно переведены в Тюбинген. Туда переехал и А. Н. Макаров, ставший в 1948 году также профессором Тюбингенского университета.
В 1952 году А. Н. Макаров стал членом Института Макса Планка по иностранному и международному частному праву и продолжал сотрудничать с ним с присущей ему методичностью вплоть до своей кончины. С 1956 года он начал также работать в Гейдельбергском институте иностранного публичного и международного права.
А. Н. Макаров активно участвовал в работе ряда международных организаций, с 1937 года — член Института международного права, дважды избирался его вице-председателем. Гаагская Академия международного права несколько раз приглашала А. Н. Макарова для чтения лекций (в 1931, 1937, 1949), что было большой честью для учёного, за которым не стояло никакой страны.
В 1949 году избран членом-корреспондентом Баварской академии наук и ему было присвоено звание доктора права honoris causa Гамбургского университета.
А. Н. Макаров внёс неоценимый вклад в немецкое право о гражданстве, освободив его от перспективы развития только во внутринациональном направлении и подняв его на высокий научный уровень с коллизионной, компаративистской и международно-правовой точек зрения.
К. Цвайгерт признавал, что своими трудами А. Н. Макаров задал в этой правовой сфере новые масштабы и критерии, которым должны следовать все дальнейшие немецкие исследователи. Можно также упомянуть и то, что по приглашению правительства ФРГ А. Н. Макаров состоял членом комиссии по пересмотру закона о гражданстве ФРГ, а изданными им комментариями к этому закону пользовался, в том числе, Верховный суд ФРГ при вынесении своих решений. Исследования А. Н. Макарова вопросов гражданства не утратили своей ценности и сегодня.
Для Макарова, конечно, не был закрыт путь к получению германского гражданства, но в нём неизменно сохранялась преданность его родине, родине первых лет его жизни и деятельности. Однако он так и остался лицом без гражданства (в чём состоит горький парадокс, принимая во внимание то, как много А. Н. Макаров занимался вопросами гражданства).
А. Н. Макаров умер после непродолжительной болезни 13 мая 1973 года. Погребение его было православным. После его кончины в Гейдельберге было организовано открытое траурное собрание, на котором коллеги дали высокую оценку его научной деятельности и его личности. Эти речи вышли отдельным изданием с приложением портрета А. Н. Макарова.
В глазах его гейдельбергских коллег А. Н. Макаров всегда являлся одним из представителей того «русского европеизма», в котором отечественная культура сочеталась с восприятием культуры других европейских народов. В его личности ими отмечались черты высокого духовного аристократизма, огромное трудолюбие и готовность оказать помощь, глубокая преданность долгу, доброжелательность, благородство, сердечность и тонкий такт по отношению к другим, что делало общение с ним так приятным.

## Научные труды
За свою жизнь А. Н. Макаров написал сотни работ, из которых многие не были опубликованы. Все его коллеги отмечали в его трудах тщательную проработку материала, отказ от узкого национального подхода, логичность, ясность и строгий порядок изложения в абсолютно научной манере, внимание к вопросам существа и умелую подачу материала.
Труды А. Н. Макарова (как на русском, так и на иностранных языках) в советское время замалчивались: так, например, ссылки на его изданные в СССР работы отсутствуют даже в таком авторитетном библиографическом указателе как «Международное право. Библиография 1917—1972», изданном в Москве в 1976 году издательством «Юридическая литература». Положительные отклики на его заграничные труды из советской литературы на рубеже 1930-х годов были заменены негативными. Даже в 1959 году А. Н. Макаров обвинялся в стремлении поставить свой сборник источников на службу мировым реакционным силам, ввиду того, что он привёл в нём отменённые в Китае и Прибалтике нормативные акты, которые продолжали применяться судами многих западных государств. Правда нельзя не отметить, что в 1930 году С. Б. Крылов дал весьма благоприятный отзыв на первое издание сборника источников международного частного права (хотя сам подвергался в это время нападкам), но, с другой стороны, в этом же году И. С. Перетерский в своём отзыве на ту же самую работу прибег к непонятным замечаниям.
К сожалению, в России имя Макарова во многом пребывает в забвении и сегодня. Несмотря на то, что он являлся, пожалуй, самым известным юристом во всей российской эмиграции, о его зарубежной деятельности ничего не сказано, например, в очерке «Проблемы международного частного права в трудах российских учёных-эмигрантов» в учебнике «Международное частное право» под редакцией Г. К. Дмитриевой (М.: Проспект, 2000. — С. 50—57). Ничего не говорится о нём и в книге Стародубцева Г. С. «Международно-правовая наука российской эмиграции» (М.: Книга и бизнес, 2000).
Между тем А. Н. Макаров своей многолетней плодотворной деятельностью действительно заслужил одно из почётных мест в истории российского и европейского международного частного права.
Об А. Н. Макарове следует говорить в самую первую очередь, упоминая тему изучения международного частного права и его кодификации в иностранных государствах. Дело в том, что ещё в 1929 году в Берлине им был выпущен на немецком языке сборник источников международного частного права, причём как национальных (включая сборники межобластного права) так и международных. Этот сборник охватывал разнообразные внутренние источники 60 государств (не считая, например, штаты США, а также колонии и другие зависимые территории), а также включал в себя извлечения из более чем двухсот международных договоров (включая перевод двух первых книг Кодекса Бустаманте). Данный труд, насчитывающий 460 страниц набранного убористым шрифтом текста, включающий в себя справочный аппарат, прекрасные указатели, пояснения и библиографию, стал первым в истории международного частного права действительно масштабным и авторитетным справочным изданием по источникам международного частного права.
В 1953 году вышел первый том второго издания этой работы (с текстами уже и на французском и английском языках), в котором были приведены только национальные источники (количеством около семидесяти, не считая опять таки колонии и зависимые территории), а в 1961 году вышел второй том, посвящённый международным договорам.
В 1978 году после смерти А. Н. Макарова его коллегами из Института Макса Планка по иностранному и международному частному праву было выпущено третье издание данной работы, которое представляло собой значительно сокращённый вариант первого тома второго издания. Как видно из сказанного, труд А. Н. Макаровым был проделан гигантский, причём он является актуальным справочным изданием до сих пор: так изданный в 1999 году уже упоминавшимся Институтом Макса Планка совместно с Немецким нотариальным институтом сборник национальных нормативных актов «Aussereuropäische IPR-Gesetze» (Законы о МЧП внеевропейских государств) содержит некоторые из текстов, собранных, переведённых и отработанных ещё А. Н. Макаровым.
Кроме того, в 1972 году А. Н. Макаровым была написана небольшая работа об источниках международного частного права для «Международной энциклопедии сравнительного права», изданная в рамках последней отдельным изданием.
Роль вышеуказанных работ А. Н. Макарова невозможно переоценить: проделав огромную и кропотливую работу, он, по сути дела, дал европейской науке и практике международного частного права новый мощный и важный инструмент, без которого их проявившиеся в настоящее время успехи были бы невозможны. С практической точки зрения, особенно были полезны первое и второе издания, учитывая то, что передвижение государственных границ мировыми войнами внесло крайнюю сложность в установление личных и имущественных прав частных лиц.
Данный труд поистине прославил имя А. Н. Макарова, но им были написаны и другие важные работы.
А. Н. Макаров в своём произведении «Основные начала международного частного права» определил МЧП как совокупность правовых норм, определяющих пространственные пределы действия разноместных гражданских законов. Источники МЧП он видит в национальном праве, содержащем коллизионные нормы, и в международном праве (международных договорах).
Говоря о «междугосударственных и междуобластных коллизиях», Макаров отмечает, что граница между ними является подвижной, и те, и другие коллизии разрешаются едиными по своей природе нормами коллизионного права.
Макаров уделяет внимание и такому важному вопросу, как пробелы в коллизионном праве и их восполнение. Здесь, по его мнению, надлежит руководствоваться аналогией закона и аналогией права, а также учитывать сравнительное правоведение и теоретические научные построения, в основе которых лежат те или иные коллизионные принципы. При этом Макаров подчёркивает, что не следует отрываться от той правовой системы, пробелы которой приходится заполнять. «Каждый заполненный пробел, — пишет он, — каждое отысканное коллизионное решение должны отвечать не только существующим коллизионным нормам подлежащей правовой системы, но и основным принципам, „духу“ этой системы в целом».
Интересной и довольно критической рецензией на труд Макарова откликнулся В. М. Корецкий. По его мнению, труд Макарова не отличается особой оригинальностью по сравнению с дореволюционной и западной литературой по МЧП, а ограничивается «догматическим изложением норм положительного права (западного и советского) и традиционным изложением доктрин по обычной схеме: введение (определение международного частного права и его источников, история, строение коллизионной нормы, отсылка, публичный порядок и др.); общая часть (о физических и юридических лицах и форме сделок); особенная часть (вещное, обязательственное, брачное, семейное, опекунское и наследственное право)».
Корецкий не соглашается с тем, что Макаров фактически отождествляет международные и межобластные коллизии, считая, что те и другие разрешаются едиными по своей природе нормами коллизионного права. На самом деле, утверждает Корецкий, у обоих видов коллизионных норм общая лишь «ссылочная техника», а содержание и подход к решению коллизионных проблем совершенно иные.
Критикуя концепцию Макарова относительно оговорки о публичном порядке, Корецкий говорит о том, что в случае советского права необходима не оговорка о неприменении иностранного закона, а прямо противоположная оговорка о случаях применения иностранного закона, то есть «следовало бы говорить о применении иностранного закона в тех случаях, когда того требуют интересы внешнеэкономической политики Советской власти».
Несмотря на вполне справедливую критику со стороны Корецкого, следует отметить, что труд Макарова был по существу первой монографией в советской науке права, положившей начало формированию советской школы МЧП. Следует также отдать должное Макарову и в том плане, что ему удалось сохранить лучшие достижения дореволюционной науки МЧП и удачно адаптировать их к советскому праву.
Без сомнения Макаров принадлежит к числу лучших коллизионистов мирового масштаба, об этом свидетельствует хотя бы тот факт, что перу Макарова принадлежит раздел о МЧП, посвящённый источникам МЧП, в «Международной энциклопедии сравнительного права».
К самым важным и известным трудам А. Н. Макарова относятся:
- Пропорциональные выборы. — Пг.: Партия нар. свободы, 1917. — 32 с.
- Основные начала международного частного права. — М.: Наркомюст РСФСР, 1924.

- Das russische Zwischenprivatrecht (Internationales Privatrecht)-Berlin-Breslau, Sack, 1926 (Sonderheft der «Zeitschrift für Osteuropäisches Recht»).
- Кодификация коллизионных норм в Польше // Право и Жизнь. — М., 1927. — Книга 1. — С. 78—79.
- Conception du droit international prive apres la doctrine et la pratique russes (URSS) // Recueil des Cours de Academie de droit international de La Haye. — T. 35. — 1931. — P. 473—604.
- Précis de droit international privé après la législation et la doctrine russes. — Paris: Marcel Giard, 1932. — Traduit par E. Nolde et P. Perevezerzeff.
- Internationales Privatrecht und Rechtsvergleichung. — Tübingen: Mohr, 1949.
- Die Deutsche Rechtssprechung auf dem Gebiete des internationalen Privatrechts in den Jahren 1945—1949. — Berlin: Grugter; Tübingen: Mohr, 1952.
- Quellen des internationalen Privatrechts. Zweite Auflage. — Walter de Gruyter & Co., Berlin, J. C. B. Mohr (Paul Siebeck), Tübingen, 1953.

## Награды
Правительство ФРГ отметило вклад Александра Николаевича Макарова в развитие науки орденом высшей степени «За заслуги».